# Michael Ortega
Michael Javier Ortega Dieppa (Palmar de Varela, Atlántico; 6 de abril de 1991) es un futbolista colombiano que juega de centrocampista.

## Trayectoria

### Deportivo Cali
Inició su debut como profesional cuando tenía 17 años, el 7 de marzo de 2009. Ese día jugó con la camiseta del Deportivo Cali contra el Atlético Junior, el partido terminó 2-1 a favor del Deportivo Cali, el técnico José Eugenio Hernández le brindó la oportunidad a Ortega que se destacó en el partido y jugó 68 minutos. Su primer gol como profesional lo marcó en la fecha catorce del Torneo Finalización contra el Deportivo Pasto.
En la Categoría Primera A colombiana tuvo buenas presentaciones marcando goles, esto lo llevó a ser llamado a la Selección Colombia Sub-20 para disputar el Torneo Esperanzas de Toulon de 2010 y la Copa Mundo Sub-20.

### Atlas
A Michael Ortega ya le urgía vestirse de rojinegro. Desde tierras cafetaleras, el nuevo refuerzo de Atlas se dijo feliz con su nuevo reto futbolístico, pues había dejado al Deportivo Cali para incorporarse al balompié mexicano. El joven volante de 18 años, dijo que esta contratación significó un crecimiento personal y profesional, por lo que se dijo listo para las exigencias rojinegras. “Me pone muy contento mi llegada al Atlas, es algo importante en mi carrera; estoy feliz por este objetivo y la verdad estoy con muchas ganas de ir allá y mostrar mi futbol”, dijo vía telefónica. Ortega, descartó que su corta edad generara presión extra en un equipo que se caracteriza por formar canteranos. “No me genera más presión que se me considere así, al contrario, me da confianza, acá en Colombia conocen mi forma de jugar y mis condiciones, será importante estar tranquilo y hacer las cosas muy bien”. Sobre su nuevo equipo, los Zorros, el enganche cafetalero sabe perfectamente de la sequía de títulos que hay en esta institución. “Sé que desde hace mucho tiempo buscan la copa, es un equipo grande que necesita lo más rápido posible un Campeonato, que juega con muchos jóvenes y hay que dar lo máximo de uno para conseguir los objetivos del equipo”. 
El viernes 9 de julio de 2010, fue confirmada su venta al Atlas de Guadalajara del fútbol de México. El sábado 20 de marzo, Ortega anotó su primer gol con Atlas en una jugada fuera del área, la cual significó el empate de último minuto contra el San Luis en la jornada 11 del Torneo Clausura 2011.
A pesar de su buen desempeño con el equipo y con la selección colombiana Sub-20 durante la Copa Mundial de Fútbol Sub-20 de 2011, no fue inscrito por Atlas para el Torneo Apertura 2011 de la Primera División de México. Días después de la eliminación de su selección en la Copa Mundial de Fútbol Sub-20 de 2011.

### Bayer Leverkusen
Se anunció su fichaje al Bayer Leverkusen, de la 1. Bundesliga alemana.
Michael Ortega firmó por cuatro años con el Bayer Leverkusen.
Ortega se rompió el menisco izquierdo en su primer entrenamiento con el Bayer Leverkusen y debió ser operado.

### Vfl Bochum
Michael Ortega llega al Bochum de Alemania de la segunda división de la liga alemana, en el que estará a préstamo por un año.

### Junior de Barranquilla
El 15 de julio de 2013 se confirma su traspaso al Atlético Junior, club el cual compró el 100% de sus derechos deportivos, en ese mismo año no tuvo una regularidad importante por lo que recibió varias críticas de parte de la prensa y la hinchada en el 2014 también siguió con las mismas irregularidades lo que provocó que los hinchas pidieron al club que le rescindirá el contrato porque no había cumplido las expectativas, pero el siguiente año mejoraría un poco su nivel llegando a ilusionar a la hinchada por ver el jugador que ellos querían ver. Varias lesiones le impidieron progresar para el segundo semestre. Con la salida del equipo de Macnelly Torres que hasta ese momento era el 10 de junior provocó que todas las miradas se volcaron hacia el y el juvenil Jarlan Barrera. Cuando estaba alcanzando una continuidad y regularidad en el partido de semifinales de Copa Águila contra el Deportivo Independiente Medellín se lesionó y estuvo apartado durante todo el semestre pero esto no impidió que fuera parte del plantel que se coronó campeón de la Copa Colombia y subcampeón de la Liga Águila.

### Figueirense FC
El 25 de enero del 2016 es confirmado como nuevo jugador del Figueirense de Brasil. Debutaría el 2 de abril jugando doce minutos en el empate a un gol de su equipo frente a Chapecoense.
Luego de una temporada vistiendo la casaquilla número 10 del club figueira desciende.

### Once Caldas
El 4 de enero de 2017 se confirma su regreso al fútbol colombiano para defender la camiseta del Once Caldas luego de su paso por el Figueirense de Brasil. El 6 de mayo marca su primer doblete frente al conjunto embajador para así darle los 3 puntos al conjunto caldense.
Para el segundo semestre continúa con el blanco blanco, tras la llegada del profe Francisco Maturana, y la inversión de los propietarios del equipo con el objetivo de retornarle la grandeza al otro conjunto grande de Colombia. 
Después de sucesivas lesiones, el 22 de octubre se confirma la renuncia del jugador del equipo manizaleño.

### Deportivo Pasto
En enero de 2018 llega al Deportivo Pasto, debuta el 3 de febrero en el empate a cero goles como visitantes contra Rionegro Águilas, el 11 de febrero marca su primer gol con el club en la victoria 2 por 0 sobre el Junior de Barranquilla. El 23 de abril vuelve y marca un gol en la goleada 3 por 0 sobre el Boyacá Chicó.

### Baniyas SC
En 2019 Ortega deja el Deportivo Pasto de Colombia para jugar en Baniyas Club de los Emiratos Árabes Unidos. Ortega gana el premio al mejor gol del año en la Liga Árabe del Golfo, con un gol de chilena.

### AC Omonia Nicosia
En 2020 deja los Emiratos Árabes Unidos para ir a Chipre, a mediados del año a Ortega le dan rescisión de contrato y queda como Agente Libre.

### Deportivo Cali
Después de dejar a Omonia Nicosia, Ortega vuelve a Colombia y empieza a entrenar con Deportivo Cali para el primer semestre de la Liga BetPlay 2021, pero no lo consideraron para jugar el primer semestre. Ortega el 21 de junio es fichado por Deportivo Cali para el segundo semestre de la Liga BetPlay 2021.
En el transcurso del torneo finalización solo anota un gol, al Águilas Doradas el 24 de octubre del 2021 , encuentro que finalizó 2-1 a favor de los azucareros.
En junio de 2022 le rescinden el contrato y queda como agente libre.

### Club The Strongest
En julio de 2022 el club Club The Strongest de la Primera División de Bolivia lo ficha como Agente Libre, luego de que la junta directiva del Deportivo Cali le rescindieron contrato ,  Hasta la fecha lleva 11 goles anotados con el club boliviano.

## Selección nacional
Integró la Selección colombiana Sub-20 que disputó el Torneo Esperanzas de Toulon de 2011, el cual terminaría ganando Colombia. En 2011 fue llamado de nuevo a la selección Sub-20 para disputar la Copa Mundial de Fútbol Sub-20 de 2011.

### Participaciones en Sudamericanos
| Mundial                             | Sede    | Resultado  | Partidos | Goles |
| ----------------------------------- | ------- | ---------- | -------- | ----- |
| Sudamericano Sub-20 de 2011         | Perú    | Fase Final | 8        | 1     |
| Torneo Esperanzas de Toulon de 2011 | Francia | Campeón    | 4        | 1     |

### Participación en Mundial
| Mundial                     | Sede     | Resultado        | Partidos | Goles |
| --------------------------- | -------- | ---------------- | -------- | ----- |
| Copa Mundial Sub-20 de 2011 | Colombia | Cuartos de final | 5        | 0     |

## Estadística
- Actualizado el 29 de enero del 2025

| Club                      | País     | Año       | Partidos | Goles | Asist |
| ------------------------- | -------- | --------- | -------- | ----- | ----- |
| Deportivo Cali            | Colombia | 2009-2010 | 32       | 3     | 2     |
| Atlas F. C.               | México   | 2010-2011 | 17       | 1     | 1     |
| Bayer Leverkusen          | Alemania | 2011-2012 | 7        | 0     | 0     |
| VfL Bochum                | Alemania | 2012-2013 | 11       | 1     | 0     |
| Junior de Barranquilla    | Colombia | 2013-2015 | 86       | 7     | 7     |
| Figueirense Futebol Clube | Brasil   | 2016      | 10       | 0     | 0     |
| Once Caldas               | Colombia | 2017      | 31       | 5     | 1     |
| Deportivo Pasto           | Colombia | 2018      | 12       | 2     | 1     |
| Baniyas Club              | EAU      | 2018-2019 | 31       | 6     | 2     |
| AC Omonia Nicosia         | Chipre   | 2019-2020 | 16       | 2     | 0     |
| Deportivo Cali            | Colombia | 2021-2022 | 32       | 1     | 1     |
| Club The Strongest        | Bolivia  | 2022-2024 | 100      | 20    | 21    |
| Club Aurora               | Bolivia  | 2025      |          |       |       |
| Total                     | Total    | Total     | 385      | 48    | 36    |

## Palmarés

### Campeonatos nacionales
| Título                     | Club                | País     | Año     |
| -------------------------- | ------------------- | -------- | ------- |
| Copa Colombia              | C.A. Junior         | Colombia | 2015    |
| Primera División de Chipre | A.C. Omonia Nicosia | Chipre   | 2019-20 |
| Torneo Finalización        | Deportivo Cali      | Colombia | 2021    |
| Primera División           | The Strongest       | Bolivia  | 2023    |

## Controversias
Entre 2015 y 2018, Ortega tuvo un amor con la reconocida bailarina barranquillera Andrea Valdiri. Después del noviazgo a mediados de 2020, aparece de una foto de Andrea Valdiri desnuda con Michael Ortega. 

## Vida personal
Fue novio y esposo de Laura Jaramillo (separados); novio de Andrea Valdiri (matrimonio, pero no se realizó); novio de Valentina Acevedo (actual).
Tiene dos hijos, Thomas y Michelle Ortega Jaramillo con Laura Jaramillo.